# Helminthologie

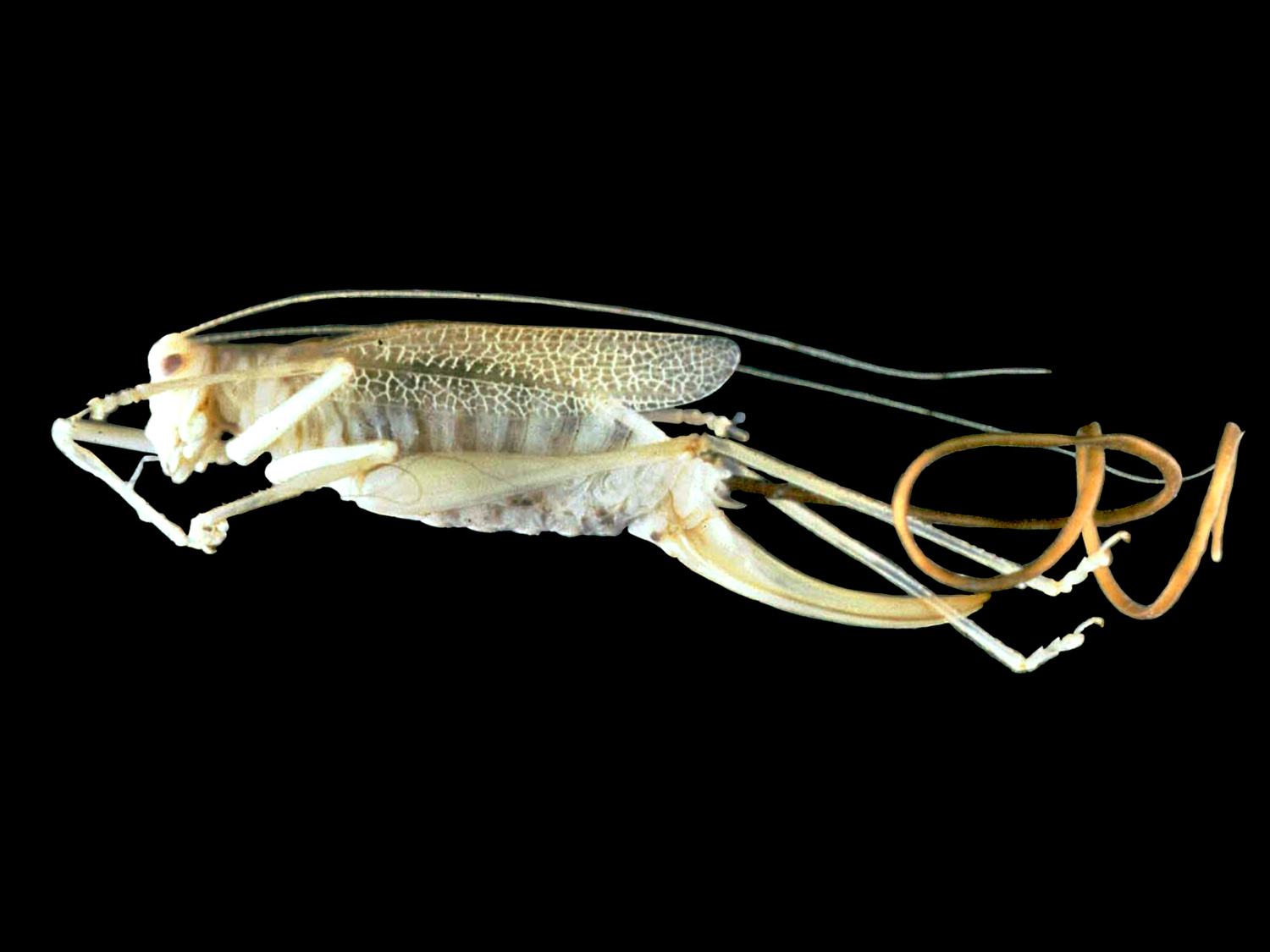
Die Helminthe Spinochordodes (Saitenwürmer oder Nematomorpha) parasitiert eine Heuschrecke der Gattung Meconema

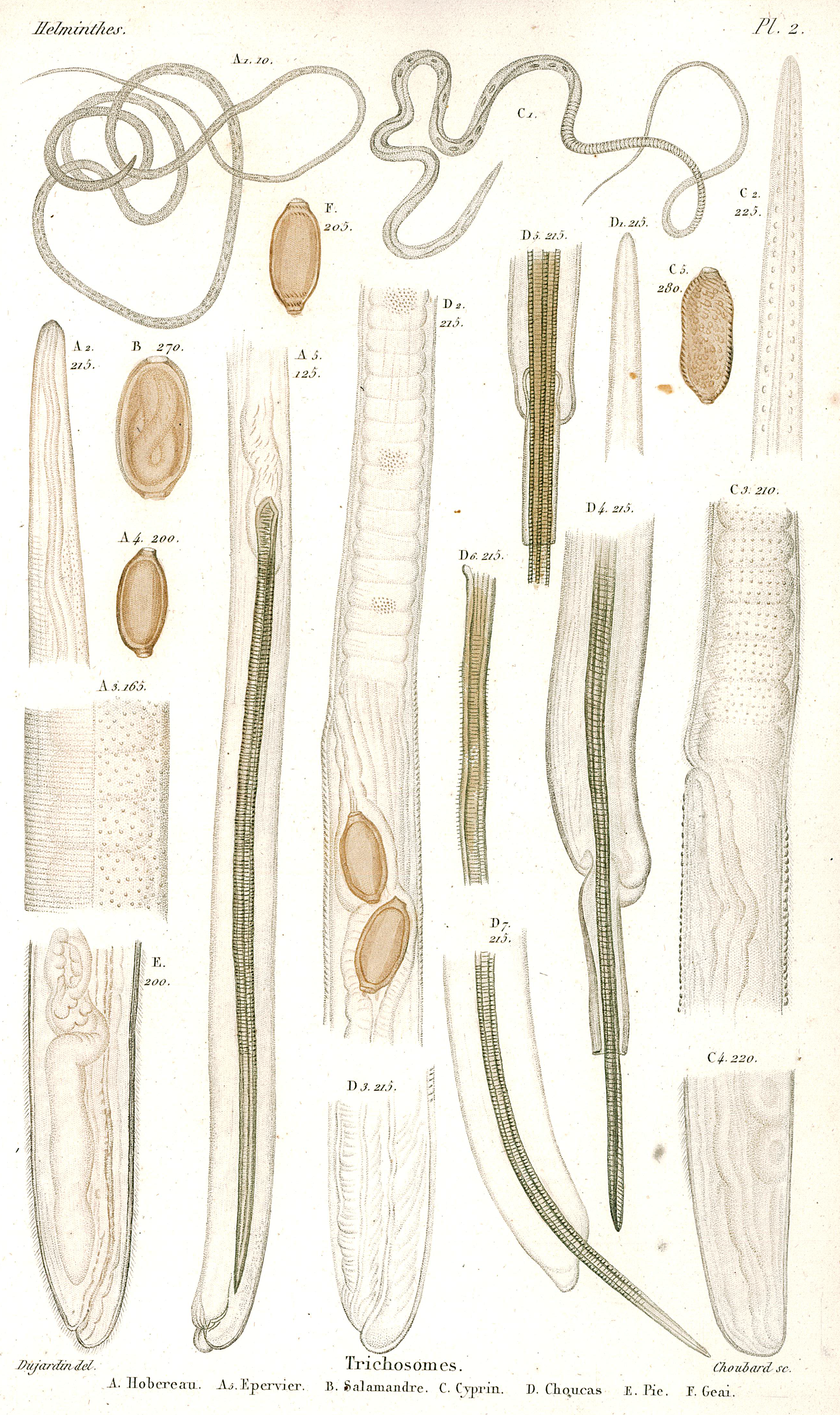
Ein Schaubild von Félix Dujardins Histoire naturelle des helminthes ou vers intestinaux von 1845

Die Helminthologie (griechisch ἕλμινς helmins, deutsch ‚Wurm‘ und -logie) ist die Lehre parasitischer lebender Eingeweidewürmer (Helminthen). Das Forschungsgebiet umfasst die Systematik der Helminthen und ihren Einfluss auf ihre Wirte.
Im 18. und frühen 19. Jahrhundert erschienen viele Publikationen zur Helminthologie; diese Zeit galt als „Goldenes Zeitalter“ der Wissenschaften. Einige Naturforscher wie Félix Dujardin, William Blaxland Benham, Peter Simon Pallas, Marcus Élieser Bloch, Otto Friedrich Müller, Johann Goeze, Friedrich Zenker, Charles Wardell Stiles, Karl Asmund Rudolphi, Otto Friedrich Bernhard von Linstow und Johann Gottfried Bremser veröffentlichten Arbeiten zu dem Thema.
Der japanische Parasitologe Satyu Yamaguti publizierte im 20. Jahrhundert die sechsbändige Reihe Systema Helminthum und war einer der aktivsten Helminthologen seiner Zeit.